# Neocorynura
Neocorynura  is een geslacht van vliesvleugelige insecten uit de familie Halictidae. De wetenschappelijke naam van het geslacht is voor het eerst geldig gepubliceerd in 1879 door Schrottky.

## Soorten
- Neocorynura acuta Gonçalves, 2019[1]
- Neocorynura aenigma
- Neocorynura aethra Gonçalves, 2019[1]
- Neocorynura amabilis Gonçalves, 2019[1]
- Neocorynura arethusa Gonçalves, 2019[1]
- Neocorynura atromarginata
- Neocorynura aurantia Gonçalves, 2019[1]
- Neocorynura autrani
- Neocorynura azyx
- Neocorynura banarae
- Neocorynura brachycera
- Neocorynura caligans
- Neocorynura carmenta Gonçalves, 2019[1]
- Neocorynura centroamericana Smith-Pardo, 2005[2]
- Neocorynura cercops
- Neocorynura chapadicola
- Neocorynura chrysops
- Neocorynura cicur
- Neocorynura claviventris
- Neocorynura codion
- Neocorynura colombiana
- Neocorynura cribrita
- Neocorynura cuprifrons
- Neocorynura cyaneon
- Neocorynura dictyata Gonçalves, 2019[1]
- Neocorynura dilutipes
- Neocorynura diploon
- Neocorynura discolor (Smith)
- Neocorynura discolorata Smith-Pardo
- Neocorynura dittachos
- † Neocorynura electra Engel, 1997[3]
- Neocorynura eliasi Gonçalves, 2019[1]
- Neocorynura erinnys
- Neocorynura euadne
- Neocorynura faceta Engel & Smith-Pardo, 2012[4]
- Neocorynura fumipennis
- Neocorynura fuscipes
- Neocorynura gaucha Smith-Pardo, 2010[5]
- Neocorynura guarani Smith-Pardo, 2010[5]
- Neocorynura guatemalensis Smith-Pardo, 2016[6]
- Neocorynura hebe Gonçalves, 2019[1]
- Neocorynura hemidiodiae
- Neocorynura hyalina Gonçalves, 2019[1]
- Neocorynura icosi
- Neocorynura iguaquensis
- Neocorynura insolita Gonçalves, 2019[1]
- Neocorynura iopodion
- Neocorynura jucunda (Smith, 1879)[5]
  - = Cacosoma jucundum Smith, 1879[7]
- Neocorynura laevistriata Gonçalves, 2019[1]
- Neocorynura lamellata Gonçalves, 2019[1]
- Neocorynura lampter
- Neocorynura lasipion
- Neocorynura lepidodes
- Neocorynura lignys
- Neocorynura marginans
- Neocorynura melamptera
- Neocorynura meloi Gonçalves, 2019[1]
- Neocorynura miae Smith-Pardo, 2005[8]
- Neocorynura minae Smith-Pardo, 2016[6]
- Neocorynura monozona
- Neocorynura muiscae
- Neocorynura nambikwara Gonçalves, 2019[1]
- Neocorynura nean
- Neocorynura nicolle Gonçalves, 2019[1]
- Neocorynura nictans
- Neocorynura nigroaenea
- Neocorynura norops
- Neocorynura nossax
- Neocorynura notoplex
- Neocorynura nuda
- Neocorynura oiospermi
- Neocorynura olivacea Gonçalves, 2019[1]
- Neocorynura panamensis
- Neocorynura papallactensis
- Neocorynura perfida Gonçalves, 2019[1]
- Neocorynura peruvicola
- Neocorynura pilosa  (Smith, 1879)[7]
- Neocorynura pilosifacies Gonçalves, 2019[1]
- Neocorynura pleuritis
- Neocorynura pleurites (Vachal, 1904)[9]
  - = Halictus pleurites Vachal, 1904
- Neocorynura polybioides
- Neocorynura proserpina Gonçalves, 2019[1]
- Neocorynura pseudobaccha (Cockerell, 1901)[5]
- Neocorynura pubescens
- Neocorynura pycnon
- Neocorynura pyrrhothrix
- Neocorynura rhytis
- Neocorynura riverai
- Neocorynura roxane
- Neocorynura rubicunda Gonçalves, 2019[1]
- Neocorynura rubida Smith-Pardo
- Neocorynura rufa
- Neocorynura rutilans
- Neocorynura sequax
- Neocorynura sophia Smith-Pardo, 2010[5]
- Neocorynura spizion
- Neocorynura squamans
- Neocorynura stilborhin
- Neocorynura sulfurea
- Neocorynura surrufa Gonçalves, 2019[1]
- Neocorynura tangophyla Smith-Pardo, 2010[5]
- Neocorynura tarpeia
- Neocorynura tica
- Neocorynura trachycera
- Neocorynura triacontas
- Neocorynura truncata Gonçalves, 2019[1]
- Neocorynura unicincta
- Neocorynura veneta Gonçalves, 2019[1]
- Neocorynura villosissima